# Palmacorixa buenoi
Palmacorixa buenoi är en insektsart som beskrevs av Abbott 1913. Palmacorixa buenoi ingår i släktet Palmacorixa och familjen buksimmare. Inga underarter finns listade i Catalogue of Life.